# Martin Goldbeck-Löwe
Martin Goldbeck-Löwe (även ”Martin Thomas Dahlström”), född 30 september 1953 i Göteborg, är en svensk kulturjournalist och kreativ producent.
Martin Goldbeck-Löwe bevakade 1987-2010 veckovis film i Sveriges Radio P4 i cirka 500 intervjuer och 1500 5-minuters ljudcollage med filmens samspel med samtiden som röd tråd. Han har producerat dokumentärfilm ”En filmskapare och hans hemligheter”, 1999, och kort spelfilm ”Livet är som en film som aldrig blir färdig”, 2006, (båda regi, foto, manus, klippning) för SVT samt skrivit långfilmsmanus. Han har medarbetat på Ekoredaktionen, SR P1, liksom som kanalens programvärd. På ämnet konst har han producerat artiklar och gjort radioprogram åt SR P1 samt mångårigt arbetat med de flesta funktioner på den österlenska konsthall där han växte upp; Galleri Glemminge (i dag Olof Viktors bageri och café). 
Morfars farbror Albert Goldbeck-Löwe grundade mångbranschföretaget Algol 1894 i Helsingfors och var verkställande tysk konsul under finska inbördeskriget 1918.